# Outjo (Wahlkreis)
Der Wahlkreis Outjo ist ein Wahlkreis im Südosten der Region Kunene in Namibia. Er hat 19.700 Einwohner (Stand 2023) auf einer Fläche von 7468 Quadratkilometern.
Wahlkreissitz ist die gleichnamige Gemeinde Outjo.

## Wahlen
| Wahl | Name             | Partei | Stimmenanteil |
| ---- | ---------------- | ------ | ------------- |
| 1992 | Ernst Amporo     | SWAPO  | 41,2 %        |
| 1998 | Thomas Sheya     | SWAPO  | 38,4 %        |
| 2004 | Thomas Sheya     | SWAPO  | 40,3 %        |
| 2010 | Abraham Job      | SWAPO  | 55,2 %        |
| 2015 | Johannes Antsino | SWAPO  | 53,4 %        |
| 2020 | Johannes Antsino | SWAPO  | 31,9 %        |